# Langues à Hong Kong

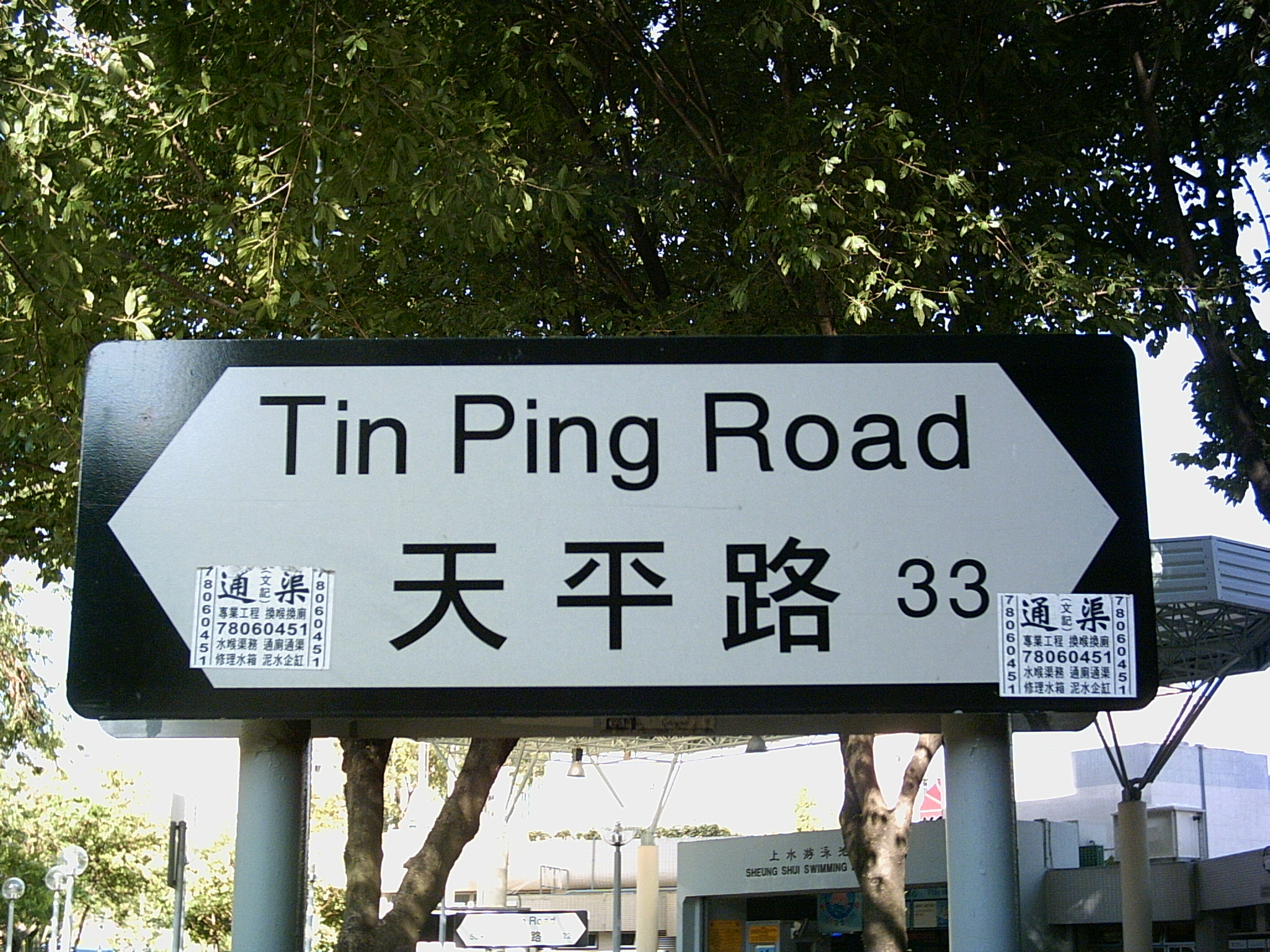
Signalisation routière bilingue en anglais et en chinois traditionnel à Hong Kong.

À Hong Kong, le cantonais, parlé par 89,5 % de la population, est la première langue habituelle des hongkongais, et est depuis 1974 l'une des deux langues officielles aux côtés de l'anglais qui, avec 3,5 % de locuteurs est la 2e langue habituelle des hongkongais.
Depuis la rétrocession par le Royaume-Uni de cette ancienne colonie à la Chine en 1997 le cantonnais est la principale langue officielle. Il est parlé et enseigné dans les écoles. Son utilisation est généralisée aussi bien dans la vie familiale que dans la vie sociale. L'influence des médias et la culture musicale de la cantopop assurent une place importante au cantonais autant à Hong Kong qu'au Guangdong voisin et que dans les communautés chinoises d'outre-mer (San Francisco, Vancouver, Toronto, New York, Los Angeles et la Malaisie).
L'anglais, qui fut l'unique langue officielle de la colonie de 1883 à 1974, est assez répandu. Il est parlé surtout dans les rapports commerciaux et avec tous les étrangers en général. Le gouvernement hongkongais prône une politique de bilinguisme dans l'affichage (signalisation routière bilingue, les sous-titres des films projetés en salle ou à la télévision, etc.). L'anglais est enseigné dans toutes les écoles dès la maternelle et de nombreux spots télévisés encouragent les Hongkongais à apprendre cette langue pour communiquer avec les étrangers et faire des études. La fraction de la population dont l'anglais est la langue maternelle natifs est infime au sein de la population (1,4 %), mais 83 % des hongkongais ont une connaissance de la langue et 24 % déclarent même une bonne ou très bonne compétence de celle-ci.
Le mandarin est utilisé par 1,4 % de la population, ce qui en fait la 3e langue habituelle des hongkongais. En outre, le retour de Hong Kong à la Chine a provoqué un regain d'intérêt pour cette langue, dont la connaissance a dépassé celle de l'anglais entre les recensements de 2006 et de 2011, sa connaissance en tant que langue secondaire étant passée de 33 % à 47 % en l'espace de 10 ans (entre les recensements de 2001 et de 2011) tandis que celle de l'anglais progressait également mais moins vite (passant de 40 % à 43 %).
On trouve facilement des méthodes de langues pour apprendre l'anglais, le cantonais et le mandarin. Les Occidentaux préfèrent cependant le mandarin car beaucoup plus parlé en Chine continentale[réf. nécessaire] et beaucoup plus facile à apprendre. Des dialectes sont parlés à Hong Kong par des populations comme les Tanka, les Hakka, les Hoklos, langues de la province du Fujian parlées également à Taïwan. Hong Kong ayant été de nombreuses années un passage obligé pour les continentaux travaillant à Taïwan et réciproquement. Certains de ces dialectes sont tirés du cantonais comme le Po on.

## Situation linguistique avant la rétrocession de 1997[6]
Avant 1997, Hong Kong n'avait pas de planification linguistique au sens de dirigisme linguistique mais une politique linguistique gouvernementale ayant trait à la planification de l'acquisition des langues en milieu scolaire, dont les principales politiques avaient trait au médium d'instruction et à l'amélioration de la maîtrise des langues.[pas clair]
La situation linguistique dans le Hong Kong d'avant la rétrocession de 1997 était hautement complexe. La diglossie et le bilinguisme superposé décrivent au mieux la scène linguistique depuis les débuts de l'ère coloniale jusqu'à la fin des années 1980. La situation à Hong Kong se réfère à différents statuts et fonctions allouées à l'anglais et au chinois. Malgré la faible population de langue maternelle anglaise au regard de l'importante population de langue maternelle chinoise, l'anglais a joui d'un statut suprême dans la colonie britannique. Le chinois ne pouvait pas rivaliser avec l'anglais même après qu'il fut promu langue co-officielle en 1974. Traditionnellement, l'anglais fonctionnait en tant que langue "haute" dans les domaines de l'éducation, de l'administration gouvernementale, de la législature et de la justice, tandis que le chinois était utilisé en tant que langue "basse" à la maison et dans la communication sociale par la majorité de la population.

## Recensement de 2011
Selon le recensement de 2011, le cantonais reste de loin la langue usuelle des hongkongais pour 89,5 % d'entre eux, suivi marginalement de l'anglais avec 3,5 % puis du mandarin qui devient la 3e langue usuelle de Hong Kong avec 1,4 %, dépassant ainsi depuis le recensement de 2001 le fukien (1,1 %), le hakka (0,9 %) et le chiu chau (0,7 %).

## Sondage linguistique de 2012
Un sondage de 10 000 foyers hongkongais portant sur l'utilisation des langues à Hong Kong a été réalisé par le gouvernement en 2012.

### Langues maternelles
Les principales langues maternelles des 5 615 100 Hongkongais âgés de 6 à 65 ans en 2012 sont :
| Langue                   | Pourcentage | Nombre    |
| ------------------------ | ----------- | --------- |
| Cantonais                | 90,3 %      | 5 070 435 |
| Mandarin                 | 3,2 %       | 179 683   |
| Autres dialectes chinois | 3,0 %       | 168 453   |
| Anglais                  | 1,4 %       | 78 612    |
| Autres                   | 2,1 %       | 117 917   |
| Total                    | 100,0 %     | 5 615 100 |

### Connaissance des langues
Pour ce qui est de la connaissance des langues, 98,4 % des hongkongais déclarent une connaissance du cantonais, 87,8 % du mandarin (putonghua) et 82,6 % de l'anglais, la connaissance du mandarin ayant récemment dépassé celle de l'anglais à la suite de la rétrocession de 1997 et l'intensification des échanges avec la Chine continentale (nombreux transfrontaliers).
Bien que le mandarin soit globalement légèrement plus connu que l'anglais, on note toutefois que l'anglais est légèrement mieux maîtrisé parmi les actifs que le mandarin (respectivement 26,4 % contre 23,9 % en ayant une très bonne ou bonne maîtrise), ce dernier ayant à l'inverse de l'anglais une surreprésentation parmi les inactifs (24,5 % pour le mandarin contre 18,9 % pour l'anglais). L'anglais reste également plus prisé dans le monde du travail que le mandarin (voir à la section Apprentissage). À noter également que les étudiants sont ceux présentant le plus fort pourcentage de très bonne ou de bonne compétence en mandarin avec 28,4 % (contre 24,1 % globalement pour l'ensemble des hongkongais).
Pourcentage de personnes âgées de 6 à 65 ans par leur compétence perçue dans l'utilisation du :
| Compétence          | Pourcentage |
| ------------------- | ----------- |
| Très bonne          | 53,1 %      |
| Bonne               | 32,8 %      |
| Moyenne             | 11,3 %      |
| Pas si bonne        | 1,2 %       |
| Pas de connaissance | 1,6 %       |

| Compétence          | Pourcentage |
| ------------------- | ----------- |
| Très bonne          | 5,1 %       |
| Bonne               | 18,6 %      |
| Moyenne             | 36,9 %      |
| Pas si bonne        | 22,0 %      |
| Pas de connaissance | 17,4 %      |

| Compétence          | Pourcentage |
| ------------------- | ----------- |
| Très bonne          | 5,8 %       |
| Bonne               | 18,3 %      |
| Moyenne             | 39,8 %      |
| Pas si bonne        | 23,9 %      |
| Pas de connaissance | 12,2 %      |

| Compétence          | Pourcentage |
| ------------------- | ----------- |
| Très bonne          | 23,7 %      |
| Bonne               | 42,8 %      |
| Moyenne             | 28,6 %      |
| Pas si bonne        | 2,4 %       |
| Pas de connaissance | 2,5 %       |

| Compétence          | Pourcentage |
| ------------------- | ----------- |
| Très bonne          | 5,0 %       |
| Bonne               | 19,2 %      |
| Moyenne             | 37,5 %      |
| Pas si bonne        | 21,5 %      |
| Pas de connaissance | 16,8 %      |

### Apprentissage
Pourcentage de personnes employées âgées de 15 à 65 ans par langue parlée et écrite qu'elles apprendraient ou amélioreraient pour leur travail :
| Langue    | Pourcentage |
| --------- | ----------- |
| Anglais   | 61,5 %      |
| Mandarin  | 28,4 %      |
| Cantonais | 4,5 %       |
| Autres    | 5,5 %       |

| Langue  | Pourcentage |
| ------- | ----------- |
| Anglais | 83,4 %      |
| Chinois | 10,7 %      |
| Autres  | 6,0 %       |

Pourcentage de personnes âgées de 18 à 65 ans ayant des enfants âgés de 6 ans et moins n'ayant pas l'anglais comme langue maternelle et n'étant pas encore entré à l'école primaire par la fréquence d'utilisation de l'anglais pour communiquer avec leurs enfants :
| Fréquence | Pourcentage |
| --------- | ----------- |
| Souvent   | 13,7 %      |
| parfois   | 35,9 %      |
| Rarement  | 21,9 %      |
| Jamais    | 28,6 %      |